# Pluvigner
Pluvigner település Franciaországban, Morbihan megyében. Lakosainak száma 7644 fő (2022. január 1.). Pluvigner Camors, La Chapelle-Neuve, Brandivy, Plumergat, Brech, Landaul, Landévant, Languidic és Baud községekkel határos.

## Népesség
A település népességének változása:
| Lakosok száma | 4494 | 4725 | 4872 | 6315 | 7346 | 7437 | 7543 | 7676 | 7657 | 7644 |
|               | 1968 | 1982 | 1990 | 2006 | 2013 | 2015 | 2017 | 2019 | 2020 | 2022 |